# GI (voják)

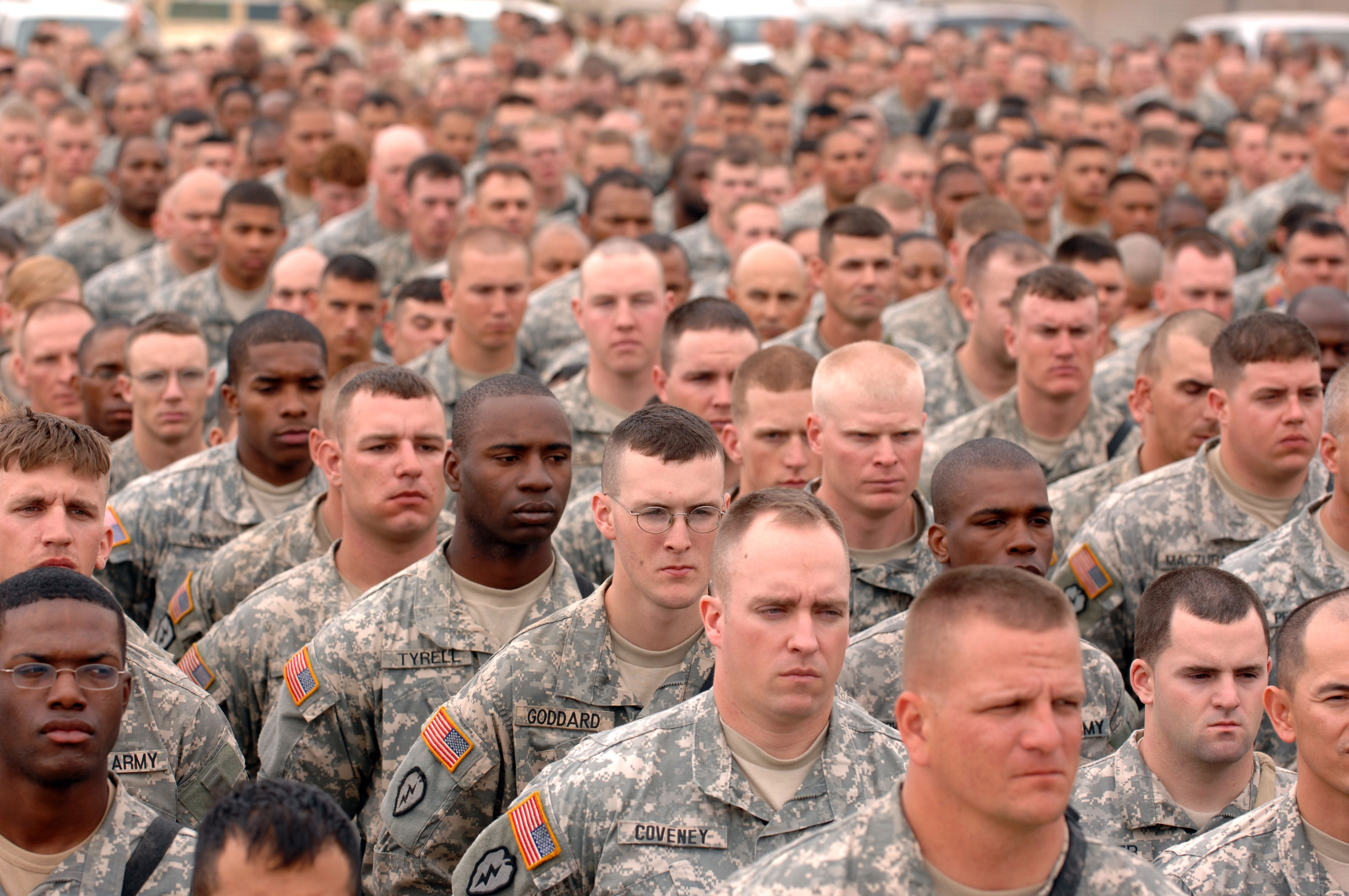
Američtí vojáci, GI's

GI (dží aj, množné číslo GI's, dží ajs), také G.I., je od druhé světové války běžné označení pro pěšáka americké armády. GI je i určitý stereotyp, představa typického vojáka pěchoty v maskované pracovní uniformě, s nakrátko ostříhanými vlasy atd. Označení se postupně rozšířilo i na vojenské letce a námořníky, případně i na cokoli, co je typicky "vojenské". 
Generál Dwight D. Eisenhower v roce 1945 řekl, že "pravým hrdinou této války je G.I. Joe, jeho protějšek u letectva a na moři, u obchodního loďstva nebo třeba ve Spojených národech". Výraz "G. I Joe" by se dal přeložit jako "vládní Joe", "khaki Joe", bez vlastní identity.

## Původ
Zkratka se nejčastěji chápe jako General Infantry, "obecná pěchota", ačkoli její původ je patrně jiný. Koncem první světové války začala americká armáda zavádět nádoby na odpadky z pozinkovaného plechu, na nichž bylo vyraženo "GI" (galvanized iron). Zkratka GI se pak začala chápat jako "government issue" (vládní vzor, vládní vydání) a připisovat i dalším vojenským předmětům.